# CS Étoile de Guinée
El CS Étoile de Guinée es un equipo de fútbol de Guinea que juega en el Segunda División de Guinea, el segundo torneo de fútbol más importante del país.

## Historia
Fue fundado en el año 1996 en la capital Conakri y no juegan en el Campeonato Nacional de Guinea desde la temporada 2010/11 cuando descendieron. Nunca han sido campeones de la máxima categoría y cuentan con dos títulos de copa en su historia.
A nivel internacional fueron el primer equipo de Guinea en competir en la Copa Confederación de la CAF en su primera edición en el año 2004, en el cual fueron eliminados en la segunda ronda por el Enugu Rangers de Nigeria.

## Palmarés
- Copa Nacional de Guinea: 1

2003
- Tournoi Ruski Alumini: 1

2002

## Participación en competiciones de la CAF
| Temporada | Torneo                       | Ronda      | Club          | Casa | Visita | Global  |
| --------- | ---------------------------- | ---------- | ------------- | ---- | ------ | ------- |
| 2004      | Copa Confederación de la CAF | Preliminar | ASC Entente   | 2-0  | 2-0    | 4-0     |
| 2004      | Copa Confederación de la CAF | 1          | CR Belouizdad | 1-0  | 1-2    | 2-2 (a) |
| 2004      | Copa Confederación de la CAF | 2          | Enugu Rangers | 0-0  | 1-2    | 1-2     |